# Дом с черепицей

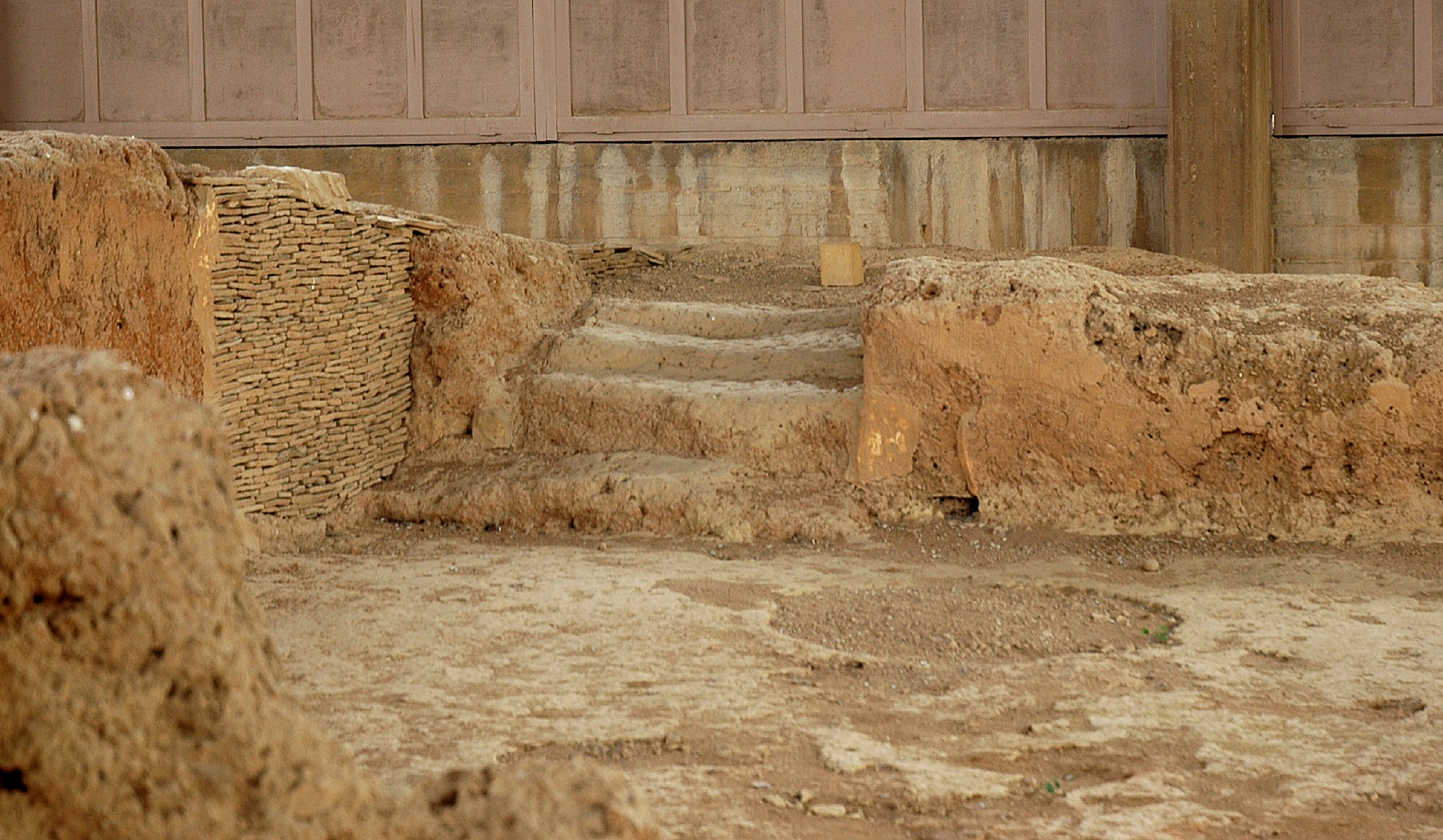
Разрушенная лестница

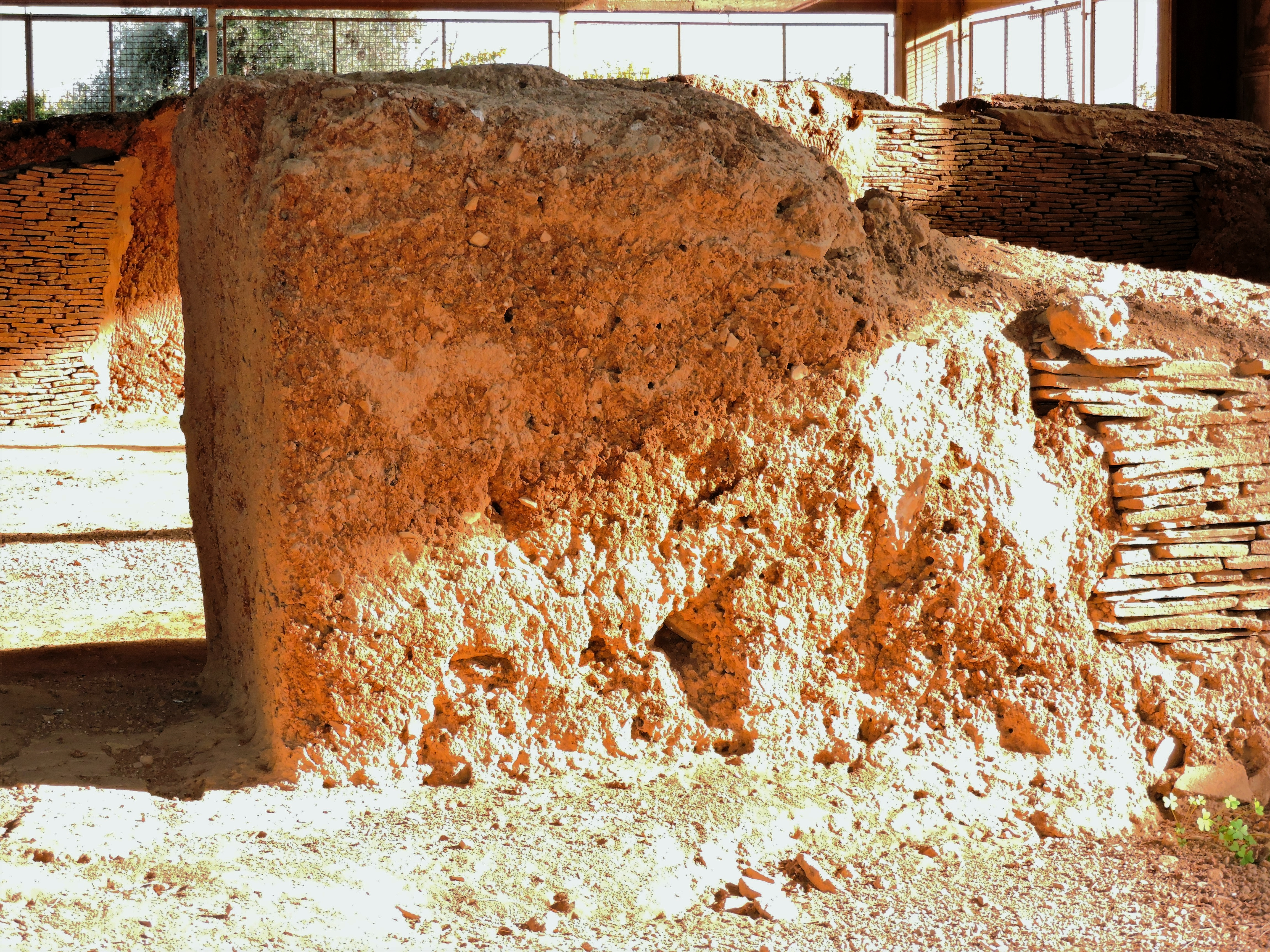
Стена с проходом

«Дом с черепицей» — археологический памятник раннего бронзового века у греческого города Лерна. Дом датируется раннеэлладским периодом II (2500—2300 гг. до н. э.), когда на территории Греции обитали пеласги и минийцы, и представляет собой дворец или административный центр, либо какое-то другое публичное здание. Поскольку в доме не обнаружены какие-либо предметы, более подробно уточнить его назначение не представляется возможным.
Здание обладает рядом архитектурных особенностей, которые можно считать передовыми для своего времени, в первую очередь это крыша, покрытая плитками из обожжённой глины, от которых и произошло название здания. Здание относится к так называемому типу коридорных домов. В греческой архитектуре черепица получила распространение лишь в 7 в. до н. э., хотя черепичные крыши встречаются также на раннеэлладском объекте Аковитика и позднее в микенских городах Гла и Мидея. Археологический мусор, найденный на месте памятника, содержит обломки множества терракотовых плиток, упавших с крыши. Стены дома были выполнены из высушенных на солнце кирпичей с каменными сердечниками.
В доме, помимо черепичной крыши, сохранилась лестница, ведущая на второй этаж. 
Датировка радиоуглеродным методом показала, что дом был разрушен огнём около XXII века до н. э. Вскоре после разрушения место было очищено таким образом, что над домом возник небольшой курган.